# Oxytate striatipes
Oxytate striatipes es una especie de araña cangrejo del género Oxytate, familia Thomisidae. Fue descrita científicamente por L. Koch en 1878.

## Distribución
Esta especie se encuentra en Asia: Rusia, China, Corea, Taiwán y Japón.

## Tratamiento taxonómico
La especie aparece registrada y publicada en Japanesische Arachniden und Myriapoden. Verhandlungen der Kaiserlich–Königlichen Zoologisch–Botanischen Gesellschaft in Wien 27(1877): 735–798, pl. 15–16.